# 里琳·阿米莉亚
里琳·阿米莉亚（1993年12月24日—），印尼女子羽毛球運動員。她与卢基·阿普里·努格洛侯曾贏得2011年亚青賽混双冠军得主，亦是印尼第三支亚青賽混雙冠軍组合。

## 簡歷
2011年7月，阿米莉亚出戰印度勒克瑙舉行的亞洲青年羽毛球錦標賽，與卢基·阿普里·努格洛侯合作贏得混合雙打冠軍。

### 2017世锦赛
2017年8月，  里琳·阿米莉亚參加苏格兰格拉斯哥舉行的世界羽毛球錦標賽，她和卢基·阿普里·努格洛侯出戰混合双打項目。首圈以2比1 （21-14、23-25、21-18）击退加拿大的吳駿義/雷切尔·洪德里克。但在次圈以0比2（13-21、11-21）不敌赛会7号种子、同胞印度尼西亚的普拉文·乔丹 /戴比·苏珊托，32强止步。

## 主要比賽成績
只列出曾進入準決賽的國際賽事成績：
| 年份   | 賽事                     | 公開賽級別 | 項目     | 拍檔                         | 成績   |
| ------ | ------------------------ | ---------- | -------- | ---------------------------- | ------ |
| 2011年 | 亞洲青年羽毛球錦標賽     | 其他       | 混合團體 | －                           | 準決賽 |
| 2011年 | 亞洲青年羽毛球錦標賽     | 其他       | 混合雙打 | 卢基·阿普里·努格洛侯         | 冠軍   |
| 2012年 | 馬來西亞羽毛球國際挑戰賽 | 國際挑戰賽 | 女子雙打 | 梅尔维拉·奥克拉莫纳          | 亞軍   |
| 2013年 | 馬爾代夫羽毛球國際挑戰賽 | 國際挑戰賽 | 女子雙打 | 英吉娅·西塔·阿凡达           | 準決賽 |
| 2014年 | 保加利亞羽毛球國際賽     | 國際挑戰賽 | 女子雙打 | 科马拉·戴维                  | 亞軍   |
| 2015年 | 印尼羽毛球國際系列賽     | 國際系列賽 | 女子雙打 | 科马拉·戴维                  | 準決賽 |
| 2015年 | 印尼羽毛球國際挑戰賽     | 國際挑戰賽 | 混合雙打 | 泰迪·蘇里亞迪                | 準決賽 |
| 2016年 | 新加坡羽毛球國際系列賽   | 國際系列賽 | 女子雙打 | 張清玉                       | 準決賽 |
| 2016年 | 印尼羽毛球國際挑戰賽     | 國際挑戰賽 | 混合雙打 | 卢基·阿普里·努格洛侯         | 準決賽 |
| 2017年 | 越南羽毛球國際挑戰賽     | 國際挑戰賽 | 女子雙打 | 張清玉                       | 準決賽 |
| 2017年 | 樂魚羽毛球國際挑戰賽     | 國際挑戰賽 | 女子雙打 | 張清玉                       | 準決賽 |
| 2017年 | 樂魚羽毛球國際挑戰賽     | 國際挑戰賽 | 混合雙打 | 卢基·阿普里·努格洛侯         | 亞軍   |
| 2017年 | 印尼羽毛球國際系列賽     | 國際系列賽 | 混合雙打 | 卢基·阿普里·努格洛侯         | 亞軍   |
| 2017年 | 馬來西亞羽毛球國際系列賽 | 國際系列賽 | 女子雙打 | 張清玉                       | 準決賽 |
| 2017年 | 印尼羽毛球國際挑戰賽     | 國際挑戰賽 | 女子雙打 | 張清玉                       | 準決賽 |
| 2017年 | 寮國羽毛球國際系列賽     | 國際系列賽 | 女子雙打 | 張清玉                       | 亞軍   |
| 2017年 | 寮國羽毛球國際系列賽     | 國際系列賽 | 混合雙打 | 卢基·阿普里·努格洛侯         | 冠軍   |
| 2017年 | 馬來西亞羽毛球國際挑戰賽 | 國際挑戰賽 | 混合雙打 | 卢基·阿普里·努格洛侯         | 準決賽 |
| 2019年 | 尼泊爾羽毛球國際系列賽   | 國際系列賽 | 混合雙打 | Bowornwatanuwong Phutthaporn | 亞軍   |
| 2022年 | 印尼羽毛球國際系列賽     | 國際系列賽 | 女子雙打 | 维尔尼·普特里                | 冠軍   |

| 2007-2017年 | 首要超級賽 | 超級賽 | 黃金大獎賽 | 大獎賽 | 國際挑戰賽 | 國際系列賽 | 未來系列賽 | 其他 |

| 2018-2026年 | 總決賽 | 超級1000賽 | 超級750賽 | 超級500賽 | 超級300賽 | 超級100賽 | 國際挑戰賽 | 國際系列賽 | 未來系列賽 | 其他 |

### 奧運會和世錦賽參賽紀錄
|          | 搭檔     | 2017 |
| -------- | -------- | ---- |
| 女子雙打 | 張清玉   | 48強 |
|          |          |      |
| 混合雙打 | 努格洛侯 | 32強 |